# Bellatrix
Bellatrix (Gamma Orionis / γ Ori / 24 Ori  /  HIP 25336) es la tercera estrella más brillante de la constelación de Orión con magnitud aparente +1.64; define el «hombro izquierdo» del mítico cazador.

## Nombre
El nombre de Bellatrix proviene del latín y significa «la guerrera»; asimismo, su nombre Estrella Amazona proviene del árabe medieval Al Najīd, «el conquistador».
En el Éufrates, junto a Betelgeuse (α Orionis) y Meissa (λ Orionis), Bellatrix era Kakkab Sar, «la Constelación del Rey», o Ungal, que presagiaba fortuna, honores marciales, riqueza y otros atributos reales.

## Características físicas

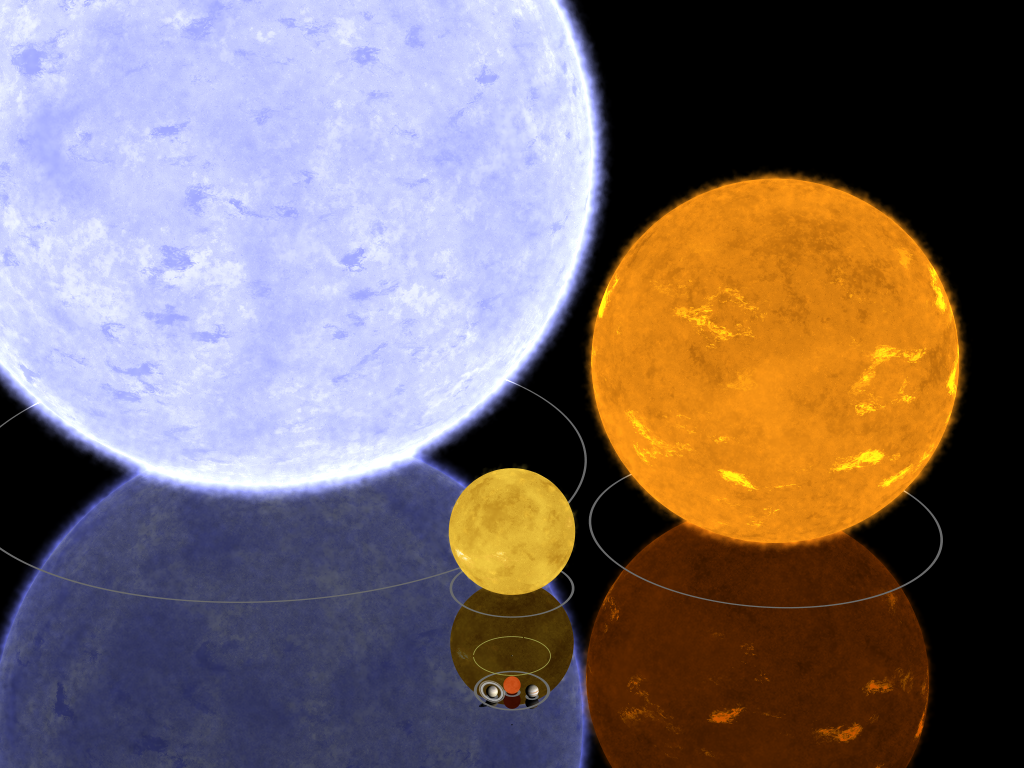
Comparación entre el tamaño de Bellatrix, Algol B y el del Sol.

Bellatrix es una supergigante azul caliente de tipo espectral B2III —una de las estrellas más calientes que se pueden ver a simple vista— con una temperatura superficial de 21 500 K, no muy distinta a Espiga (α Virginis) o Adhara (ε Canis Majoris). Su luminosidad, incluida una importante cantidad de radiación emitida en el ultravioleta, es 6400 veces mayor que la solar.
Clasificada como gigante, su diámetro actual —obtenido a partir de la medida de su diámetro angular— es 5.7 veces mayor que el solar, pero en unos millones de años se convertirá en una supergigante naranja mucho más grande. De hecho, ya ha desarrollado una envoltura gaseosa como primer paso en su transformación. Con una masa unas 8 o 9 veces mayor que la solar, probablemente concluirá sus días como enana blanca.
Bellatrix fue utilizada como estándar de luminosidad para comparar la variabilidad lumínica de otras estrellas, hasta que se descubrió que es una estrella variable de tipo eruptiva; su brillo varía entre  +1.59 y +1.64 magnitudes. Se encuentra a 240 años luz del sistema solar.